# Надгробни споменик Мирку Мијаиловићу у Ртарима
Надгробни споменик Мирку Мијаиловићу (†1859) у Ртарима један је од најстаријих надгробника на гробљу Рајковача у доњодрагачевском селу Ртари, Oпштина Лучани. Епитаф представља драгоцен документарни запис о миграцијама становништва током Првог српског устанка.
Споменик је подигнут родоначелнику фамилије Мирковић, Мирку Мијаиловићу, пореклом из околине Новог Пазара. Он је, у време када је Карађорђе водио борбе у околини Сјенице, (заједно са оцем Мијаилом и мајком Вишњом) са устаницима прешао у Србију и доселио се у Ртаре.
Мирко је у писаним документима носио презиме Мијаиловић, док је негде води и као Конопчар, јер се поред земљорадње бавио и ужарским занатом. Сачувано је предање да је био вредан и радан и за кратко време стекао знатну имовину.
Мирко је са супругом Станицом имао је три сина: Антонија, Пантелију и Јевта (умро 1877. године од последица рањавања уЈаворском рату), од којих се даље грана родословно стабло ових Мирковића (славе Стевањдан).
Надгробник је облика стуба усадника, исклесан од сивкастог пешчара. Текст епитафа је правилним, читким словима предвуковског писма уклесан у правоугаону нишу на западној страни споменика: „Овде почива раб Божији Мирко Мијаиловић Житељ Ртарски поживи 72. год: и престави се 25 марта 1859: год:”.
Изнад је једноставан крст, а док је пољима између кракова уписана  хришћанска крилатица ИС ХС НИ КА (Исус Христос побеђује).
На источној страни, испод декоративног тролисног крста на постољу, мањим словима уклесан је наставак текста: „Досели се из села Биора када је Карађорђе на Сиеници воиштио у 1809. Год:”. Натпис је делом је нечитак због дебелих наслага лишаја на источној страни.
Иако непотписан, судећи по облику и декоративним детаљима слова и цифара, споменик је рукорад је најпознатијег драгачевског каменоресца Радосава Чикириза.
Добро је очуван, осим што је нагнут и прекривен лишајем.

## Галерија
Споменици Мирковојдругој супризи Станици (†1856), Мирку Мијаиловићу (†1859) и сину Јевту (†1877).
Епитаф на западној страни споменика гласи:
ОВДЄ ПОЧІ
РАБЪ БО
ЖЪІИ МИРКО
МІЯІЛОВІЋ
ЖИТЄЛЬ Р
ТАРСКІҊ
ПОЖИВИ
72. ГОД:
А ПРЄСТА
ВИ СЄ 26.
МАРТА У
1859. Л:
Текст се наставља на источној страни:
ДОСЕЛѢИЪ ОД БІО
РА КАДЄ КАРАЂОР
ЂЕ НА СѢІЄНІЦІ ВО
ІШТІО у 1809. ГОД: